# Amaltheia

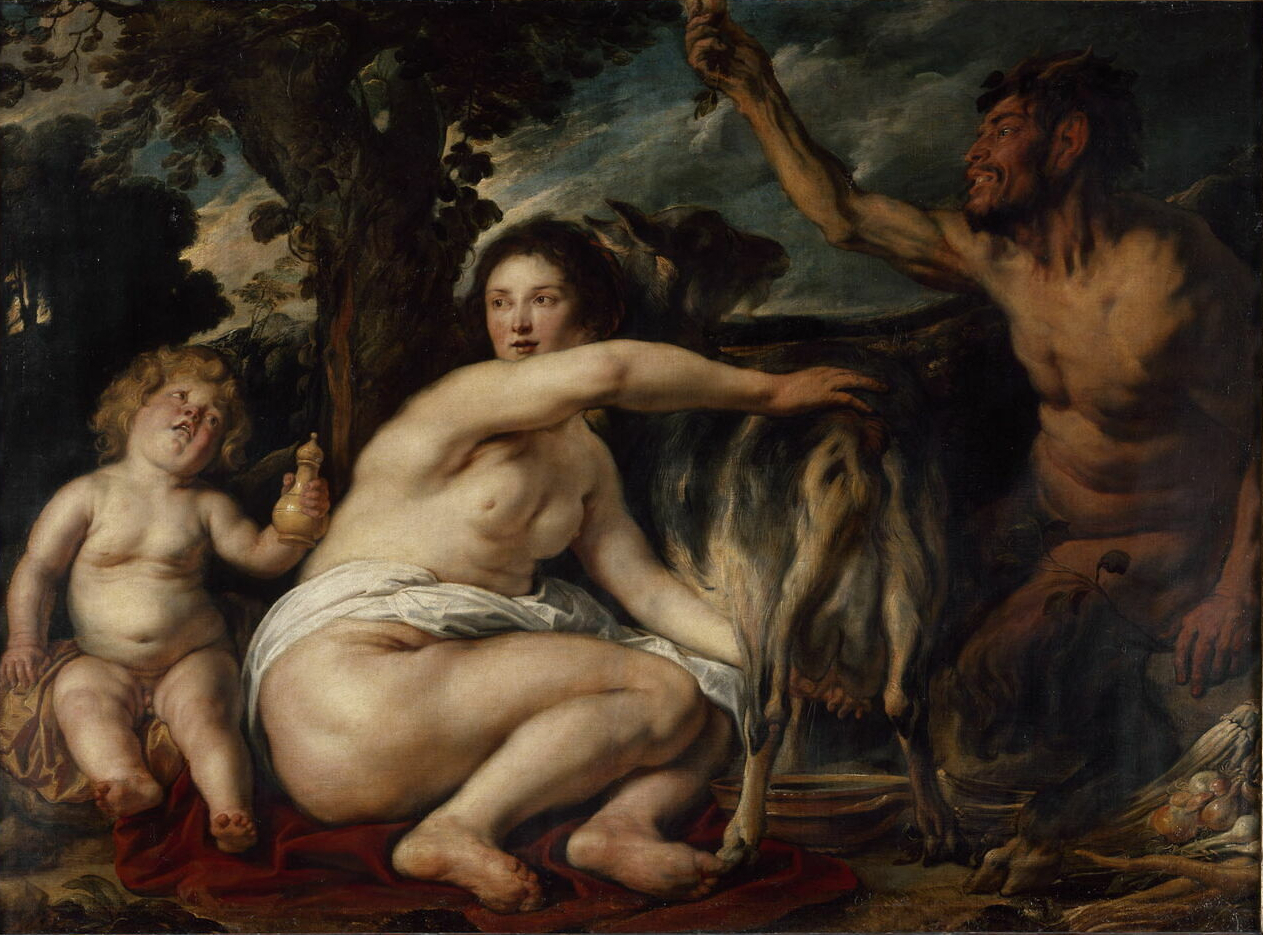
Gemälde von Jacob Jordaens (um 1640). Links der kleine Zeus; unklar ist, ob die melkende Nymphe oder die Ziege Amaltheia darstellt.

In der griechischen Mythologie ist Amaltheia (altgriechisch Ἀμάλθεια Amáltheia) oder Amalthea eine Nymphe, die den Gott Zeus mit der Milch einer Ziege aufzog; nach anderen Quellen war sie die Ziege selbst. Sie wird auch unter den Namen Aiga oder Aix genannt (griechisch αἴξ aíx, deutsch ‚Ziege‘; siehe Ammen des Zeus).
Ihr abgebrochenes Horn gilt als das Symbol für reichen Überfluss, es ist auch als Füllhorn bekannt. Amaltheia ist in manchen Versionen die Gattin des Hirtengottes Pan.

## Hintergrund

Speisung des Knaben Zeus durch eine Nymphe. Die weibliche Figur kann sowohl Amaltheia als auch Adrasteia darstellen

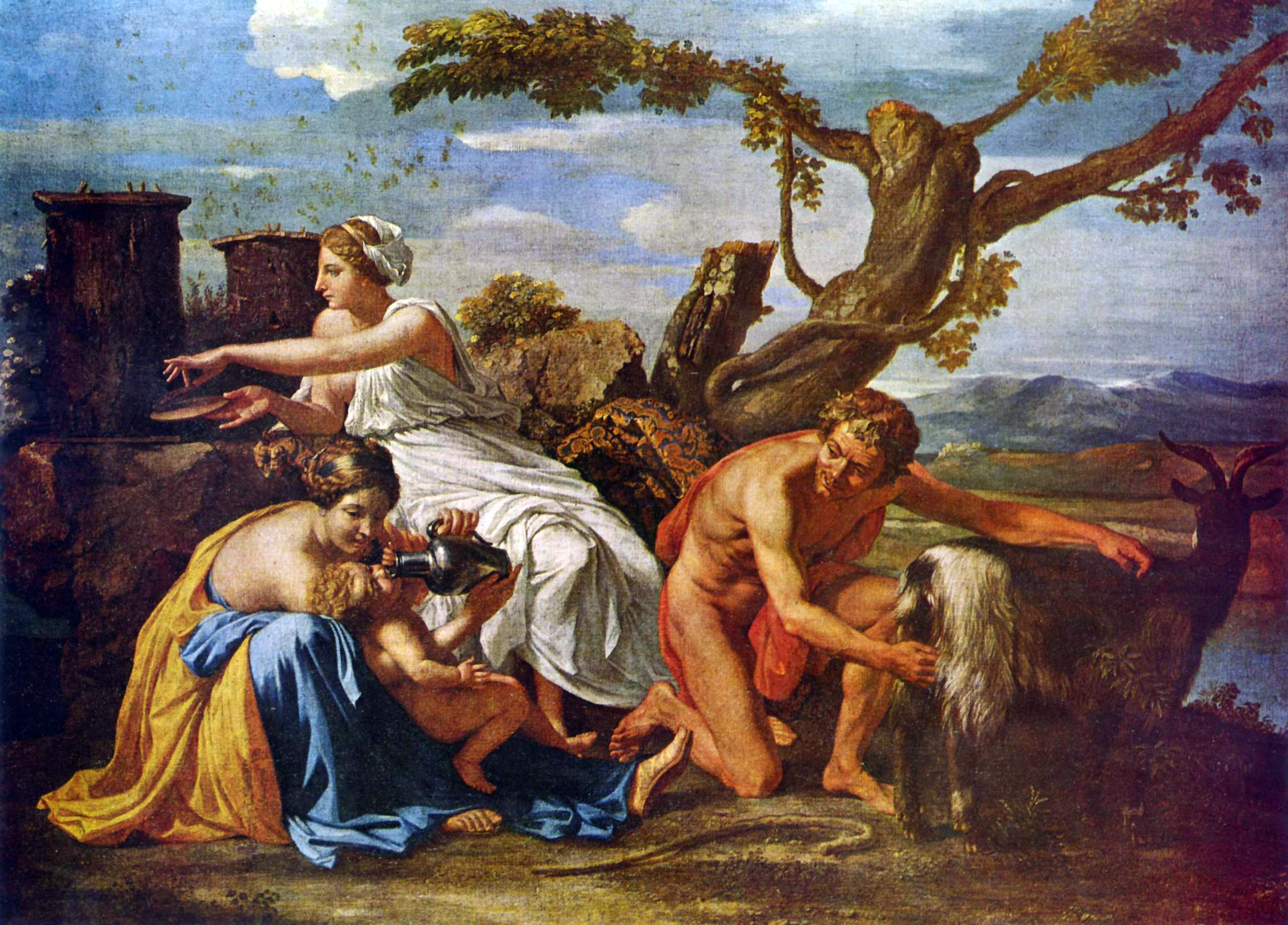
Gemälde von Nicolas Poussin

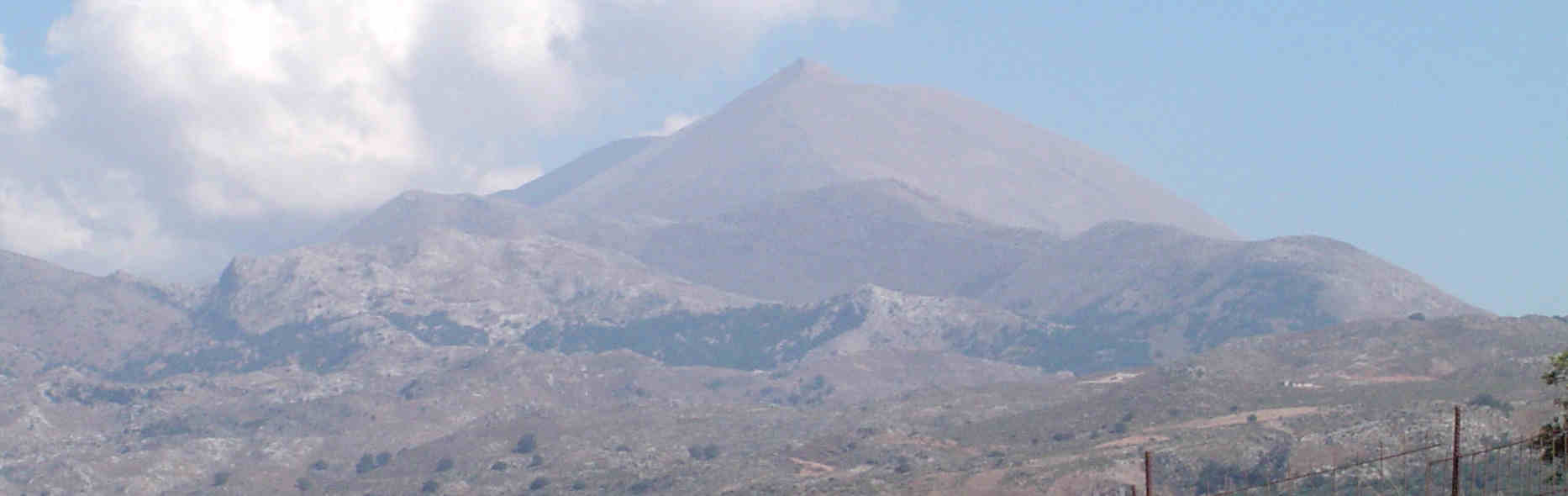
Ida-Gebirge auf Kreta

Dem Titanen Kronos war prophezeit worden, dass ihn eines seiner Kinder vom Thron stoßen werde. Deshalb fraß er alle Kinder auf, die ihm seine Frau Rhea gebar. Rhea war darüber sehr traurig, aber sie wollte sich nicht von Kronos trennen und wurde immer wieder schwanger. Ihre Kinder waren unsterbliche Götter, die ewig leben. So lebten Rheas Kinder weiter im Bauch ihres Vaters Kronos.
Eines Tages merkte Rhea, dass sie wieder schwanger war, und beschloss, sich zu verstecken. Sie floh auf die Insel Kreta. Dort verbarg sie sich in einer Höhle des Berges Ida. Kronos wurde sehr schnell argwöhnisch und suchte überall nach ihr.
Rhea brachte das Kind Zeus zur Welt, doch nach einigen Tagen stand Kronos vor der Höhle und verlangte, dass ihm Rhea das Kind ausliefere. Rhea reichte ihm einen in blutige Windeln gewickelten Stein, den Kronos sofort verschlang. Anschließend forderte er Rhea auf, sofort mit ihm zu kommen. Sie begleitete ihn eine Weile, gab dann vor, noch schwach von der Geburt zu sein, ließ Kronos vorausgehen und lief zurück. In der Nähe der Höhle spielten an einem Bach Nymphen, die das Kind weinen hörten und sofort in die Höhle gingen. Eine Nymphe hatte das Kind auf dem Arm, als Rhea zurückkam. Sie bat die Nymphe, sich um ihren Sohn Zeus zu kümmern, und verwandelte sie in eine göttliche Ziege, damit sie das Kind mit Milch, Ambrosia und Nektar ernähren konnte.
Die schöne weiße Ziege nannte sie Amaltheia, was auf Griechisch „zarte Göttin“ heißt.
Die Ziege säugte das Kind mit ihrer Milch. Aus ihren Hörnern trank Zeus Nektar und Ambrosia. Außerdem brachte ein Schwarm Bienen ihm Berghonig.
Damit Kronos den Säugling nicht hören konnte, wenn er weinte, schickte Rhea kleine Geister, die Lärm machten, indem sie mit Holzlöffeln auf Töpfe und Pfannen schlugen (laut Apollodorus waren es die Kureten, die durch ihre wilden Kriegsgesänge und Waffenklirren das Geschrei des Säuglings übertönten). Dennoch wurde Kronos misstrauisch und wollte wissen, wer diesen Lärm in der Höhle verursachte. Aber er kam nicht hinein, weil er zu groß war. Er konnte lediglich seinen Kopf in die Höhlenöffnung stecken.
Doch bevor sich seine Augen an die Dunkelheit gewöhnt hatten, sprang die Ziege auf und versetzte ihm einen gewaltigen Stoß mit ihren Hörnern. Bei diesem Stoß verlor Amalthea eines ihrer Hörner. Dieses Horn wurde als das Füllhorn bekannt. Es füllte sich immer wieder mit dem, was sein Besitzer sich wünschte.
Dank Amaltheas Fürsorge wurde Zeus bald so stark, dass er beschloss, den gewaltigen Kronos von seinem Thron zu stürzen. Er brauchte dafür Verbündete und traf sich heimlich mit seiner Mutter Rhea, die ihm erklärte, seine besten Verbündeten seien seine Geschwister, die Kronos verschlungen hatte. Die Titanin Metis gab Kronos bei einem festlichen Essen ein Brechmittel, so dass er sich übergeben musste und alle Geschwister befreit waren.

## Trivia
Im Roman Das letzte Einhorn von Peter S. Beagle sowie im gleichnamigen Film wird das Einhorn nach der Verwandlung zum Menschen „Lady Amalthea“ genannt.

## Siehe auch

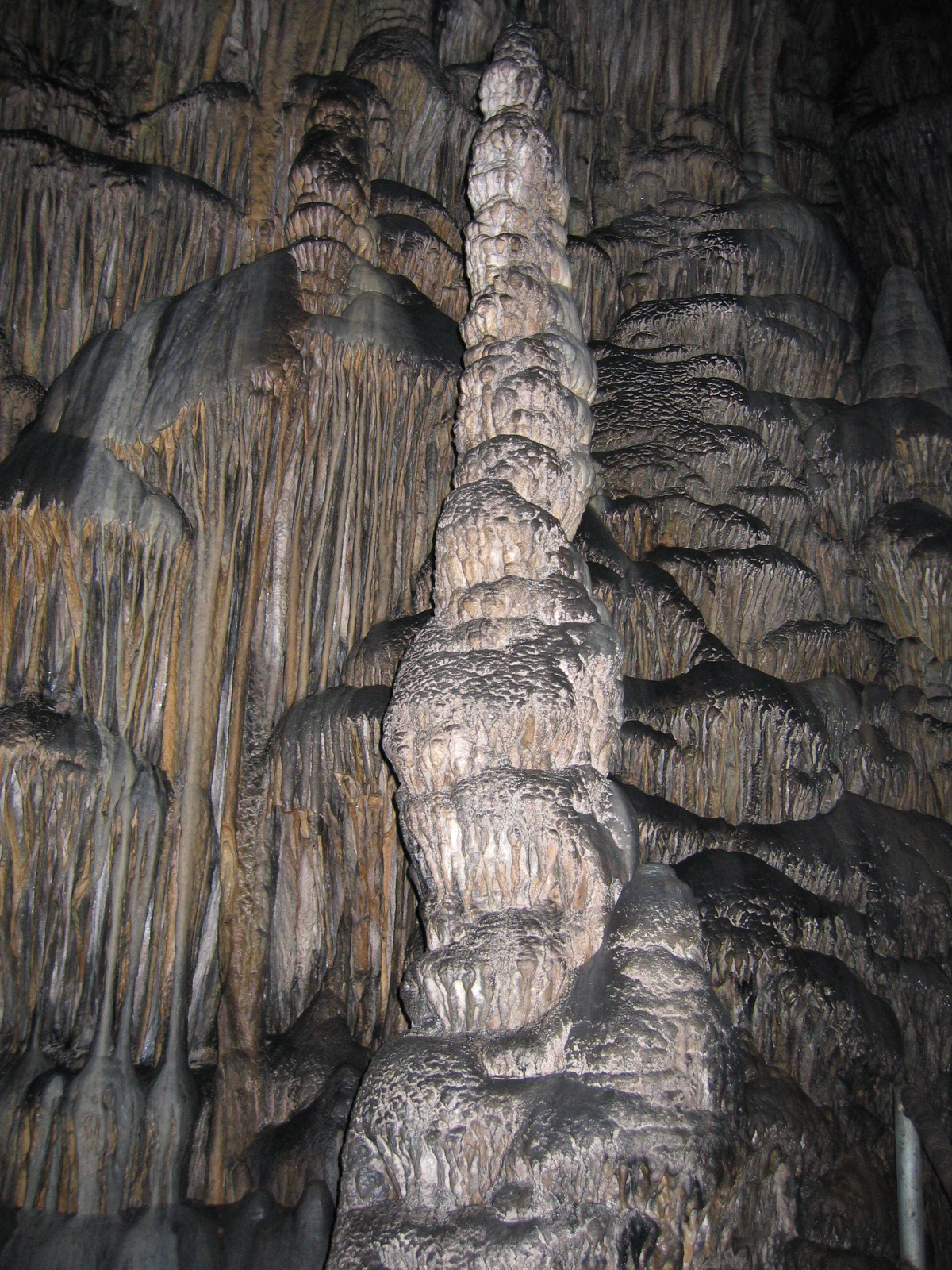
Stalagmit in der sogenannten Zeus-Höhle (Höhle von Psychro)